# Aase Brundell
Aase Brundell, tidigare Velk, född 7 augusti 1928 i Köpenhamn, Danmark, död 23 februari 1987 på Lidingö, var en dansk-svensk handbollsspelare och handbollstränare.

## Karriär i Danmark
Aase Brundell representerade Frederiksberg IF i Köpenhamn. Hon landslagsdebuterade för Danmarks landslag 1948 vid Nordiska mästerskapet i utomhushandboll. Debuten spelades i Stockholm mot Finland den 4 september 1948. Danmark vann med 7-0. Hon spelade bara två landskamper för Danmark. Andra landskampen var dagen efter mot Sverige där Danmark också vann, med 2-1.

## Karriär i Sverige
Omkring 1950 flyttade Aase Brundell till Stockholm i Sverige och började spela för Kvinnliga SK Artemis. Hon arbetade som laboratorieassistent och gifte sig med en svensk man. Brundell representerade sedan Sverige i två landskamper, 1956 och 1958. Hela den tiden spelade hon för SK Artemis.
1969 blev Brundell förbundskapten för Sveriges damlandslag tillsammans med Åke Nilsson. 1970–1977 ledde hon ensam det svenska landslaget som förbundskapten. Under dessa år gjorde man en satsning mot OS 1976, då damhandboll för första gången stod på OS-programmet, men man misslyckades med att ta sig till turneringen. 1977 slutade Aase Brundell som förbundskapten.
Aase Brundell dog 1987, 58 år gammal. Det startades en minnesfond i hennes namn, Aase Brundells minnesfond, som Svenska Handbollförbundet administrerar. Brundell är gravsatt i Lidingö kyrkogårds minneslund.